# Beretta
Pour les articles homonymes, voir Beretta (homonymie).

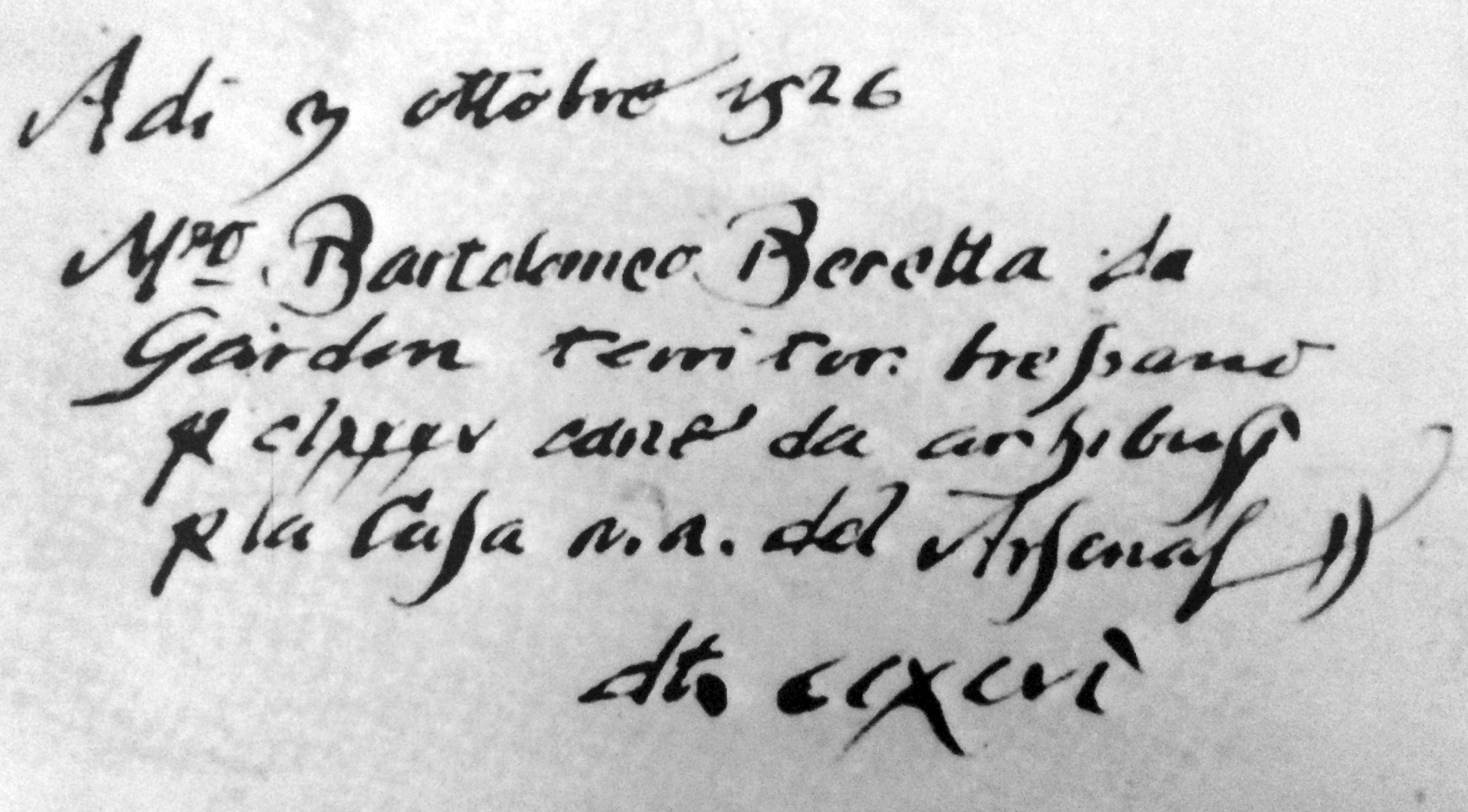
Reçu daté de 1526 pour le paiement au capitaine Bartolomeo Beretta de la commande de fourniture de barils pour arquebuse à la république de Venise. Le document original est conservé dans les archives de l'usine Beretta à Gardone Val Trompia.

La Fabbrica d'Armi Pietro Beretta est une des principales fabriques d'armes italiennes.
Ses armes sont utilisées par les civils, les policiers et les militaires du monde entier.
Beretta fait partie des entreprises les plus anciennes du monde et appartient à la même famille depuis près de 500 ans. La société s'est établie en 1526 quand un armurier de Gardone Val Trompia (province de Brescia), Mastro Bartolomeo Beretta reçut 296 ducats en paiement de 185 canons d'arquebuses vendus à l'Arsenal de Venise. Le bon de commande est encore conservé dans les archives de la compagnie.

## Historique
Beretta est connu pour le large choix de ses produits, qui comprend des fusils à canons superposés, à canons juxtaposés, des carabines et fusils de chasse, des fusils d'assaut, des pistolets mitrailleurs, des revolvers simple et double action, des pistolets etc. Les produits Beretta ont la réputation d'être bien faits, fiables et durables.
La compagnie mère Beretta Holding possède aussi Beretta USA, Benelli Armi S.p.A., Franchi, SAKO, Stoeger, Tikka et A._Uberti,_Srl. (en).
En 1918, le Beretta 1918 était le deuxième pistolet mitrailleur à être utilisé par l'armée italienne.
Beretta est également célèbre pour le pistolet Beretta 92FS chambré 9 mm Parabellum. Il a été adopté par un grand nombre de forces armées de premier plan, à commencer par l'armée américaine en 1985 au cours d'un processus de sélection controversé. Il y est déployé sous la dénomination de M9 en remplacement du Colt M1911 en service depuis près de 90 ans. L'une des conditions de l'accord original était que les 500 000 pistolets commandés devaient être produits sur le territoire national. L'usine Beretta USA à Accokeek dans le Maryland a donc fabriqué les pistolets à partir de matériaux bruts pour l'armée, la police et les marchés civils. À la suite de cette commande, le Beretta 92 a été choisi par de nombreuses forces armées et de police, notamment l'armée française.
En 2010, la compagnie appartient à Ugo Gussalli Beretta, un descendant direct de Mastro Bartolomeo Beretta, et est dirigée par lui et ses fils, Franco et Pietro Gussalli Beretta. La dynastie Beretta traditionnelle, de père en fils, a été brisée quand Ugo Gussalli Beretta fut choisi pour prendre la succession. Ses oncles Carlo et Giuseppe Beretta n'avaient pas d'enfants. Carlo adopta Ugo, le fils de sa sœur Giuseppina Gussalli, pour lui donner le nom de Beretta. Cette longévité lui permet de faire partie de l'Association des Hénokiens.
Elle dispose d'une filiale en France, Humbert, (47 salariés, 30 millions d'euros de CA), implantée à Veauche dans la Loire.
En 2014, elle produit 1 500 armes militaires et civiles par jour.

## Catalogue

### Pistolets

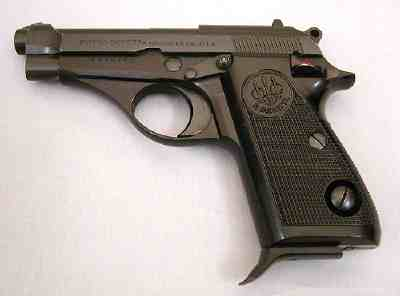
Beretta 70.

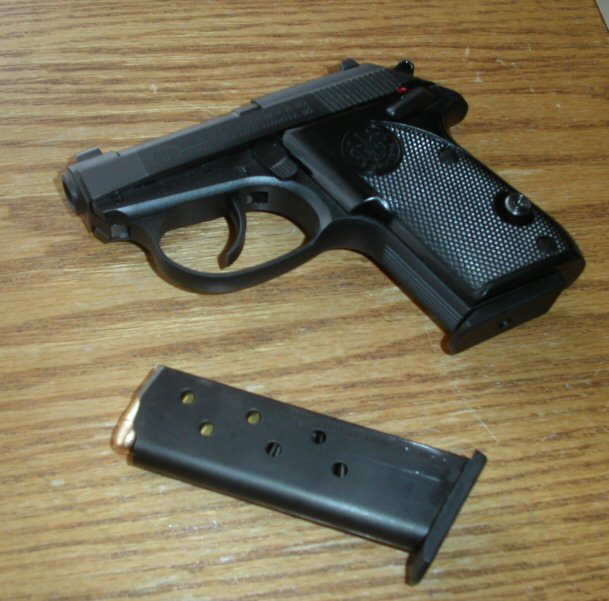
Beretta mod. Tomcat.

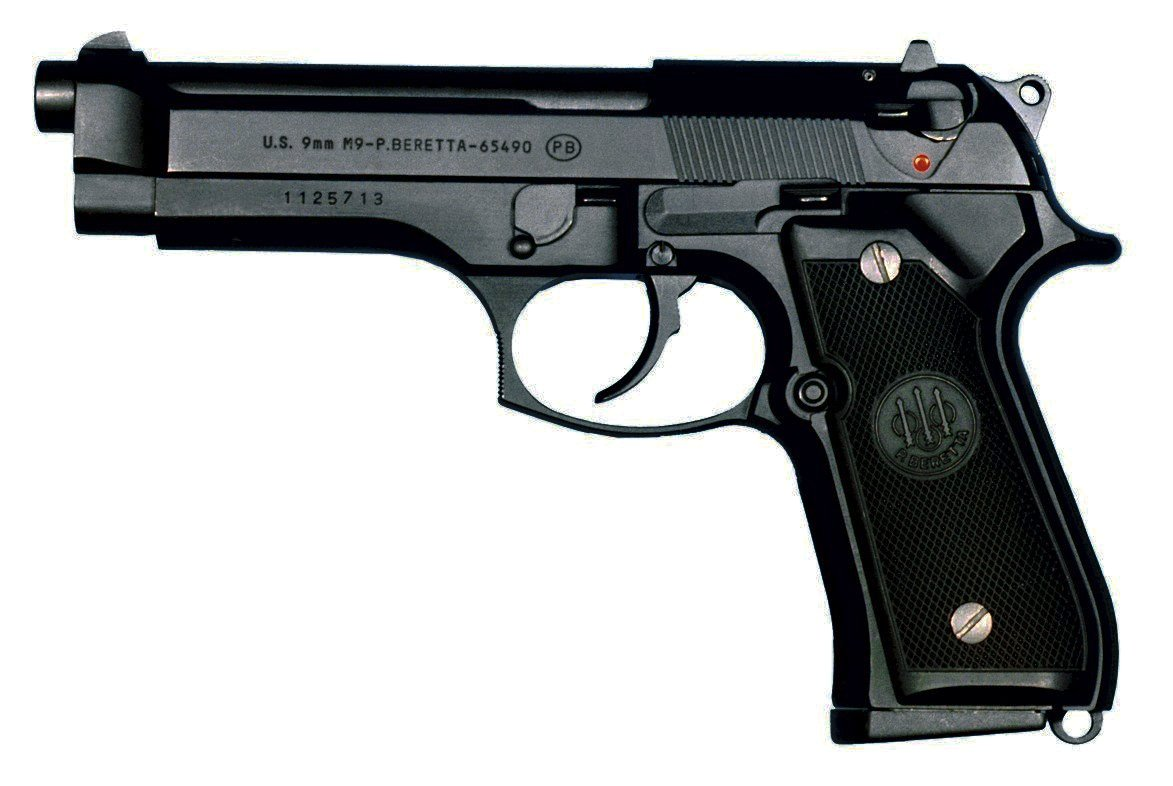
Beretta M9.

- Beretta model 1915 et sa variante Beretta modelo 1923
- Beretta 1919
- Beretta M1931
- Beretta 318
- Beretta 418
- Beretta model 1934/1935
- Beretta M1951
- Beretta 950
- Beretta 70
- Beretta 76
- Beretta 80 (série)
- Beretta 89
- Beretta 92
- Beretta 93R
- Beretta 8000
- Beretta Tomcat
- Beretta 9000 S
- Beretta Px4 Storm
- Beretta 90-TWO
- Beretta M9A1
- Beretta BU9 Nano
- Beretta APX (en)

### Fusils
Beretta est aussi célèbre dans les cercles de chasse pour leurs fusils, souvent embellis avec des superbes motifs gravés :
- Beretta série S
- Beretta série SO
- Beretta 1200/1201/Pintail
- Beretta RS200/RS202
- Beretta 1200FP/1201FP
- Beretta 1301
- Beretta M1931
- Beretta M1937
- Beretta BM-59
- Beretta M3P
- Beretta AL 391 tecknys

### Carabines
- Beretta P30
- Beretta Cx4 Storm
- Beretta Rx4 Storm

### Pistolets mitrailleurs
- Beretta 1918
- Beretta 38/42
- Beretta 38/44
- Beretta 38/49
- Beretta M12
- Beretta Mx4

### Fusil d'assaut
- Beretta BM-59
- Beretta AR-70
- Beretta AR 70/90
- Beretta ARX 160

## Musée Beretta
Des échantillons de tous les modèles Beretta fabriqués jusqu'ici, plus un grand nombre de spécimens d'autres marques, sont rassemblés dans l'ancienne armurerie principale de la maison de Gardonne Val Trompia, devenue un musée au siècle dernier. Munies d'étiquettes indiquant leur âge et leurs caractéristiques, ces armes forment l'une des plus complètes expositions du monde.

## Dans la culture populaire

### Cinéma
- Le Beretta 92 est considéré par beaucoup comme l'arme-phare du cinéma d'action et fait partie du folklore de plusieurs sagas telles que L'Arme fatale, Matrix ou la série Die Hard.
- Le Beretta model 1934 est l'arme originelle de James Bond[3] avant d'obtenir un Walther.
- Il apparaît dans le film Resident Evil: Afterlife où Chris Redfield utilise un 93R contre Albert Wesker.
- Dans la série Battlestar Galactica, le Beretta Cx4 Storm est utilisé comme principal fusil d'assaut par les humains.

### Anime
- Il apparaît aussi dans plusieurs œuvres de Japanimation comme Black Lagoon, Full Metal Panic! et Akira (où il s'agit davantage d'un Beretta M1934 qu'un 92), entre autres.

### Jeux vidéo
- Le pistolet de Jill Valentine dans Resident Evil est un Beretta 92 modifié visuellement, le « Samurai edge », arme qui deviendra récurrente dans la série. Il apparaît dans sa version de pistolet-mitrailleur 93R dans Code Veronica X et est l'arme de base de Chris Redfield et Sheva Alomar dans Resident Evil 5.
- Le  Beretta 92 apparaît dans la série Max Payne où il est utilisé par le personnage du même nom, en dépit d'être un policier new-yorkais (car le 92 est une arme non autorisée dans le NYPD dans la réalité).
- Il apparaît parfois dans sa version M9 dans Spec Ops: The Line, Insurgency: Modern Infantry Combat, les jeux Call of Duty, à commencer par Call of Duty 4: Modern Warfare, Alliance of Valiant Arms, Black, Counter-Strike, Killing Floor, Firearms Source, la version moderne de Goldeneye.
- Il apparaît dans une version tirant des fléchettes anesthésiantes dans la série Metal Gear Solid sous le nom de « MK22 », qui apparaît pour la première fois dans Metal Gear Solid 2: Sons of Liberty.
- Dans Tom Clancy's Rainbow Six: Siege, le Beretta Cx4 Storm est utilisé comme arme principale par l'agent Alibi (sous l’appellation « Mx4 Storm », la version automatique du Cx4 Storm). Le Beretta M12 est utilisé comme arme principale par l'agent Caveira (sous l’appellation « M12 »).